# Мила Јововић
Милица Богдановна Јововић (енгл. Milica Bogdanovna Jovovich; Кијев, 17. децембар 1975), познатија као Мила Јововић (енгл. Milla Jovovich), америчка је глумица и манекенка. Позната је по улогама у бројним научнофантастичним и акционим филмовима. Године 2004. Forbes ју је прогласио за најплаћенију манекенку на свету.
Јововићева је започела своју манекенску каријеру у својој 11. години. Године 1988. добила је своју прву професионалну улогу у телевизијском филму „Ноћни воз за Катманду“, а касније исте те године се појавила у свом првом високобуџетном филму „Раскршће два месеца“. Након неколико мањих телевизијских и филмских улога, постала је позната по улози у филму „Повратак у Плаву лагуну“ (1991). Следећа значајна улога била је у филму „Пети елемент“ (1997), а касније је имала главну улогу у филму „Гласник: Прича Јованке Орлеанке“ (1999). Године 2002. играла је главну улогу у филму Притајено зло, који је изродио пет наставка: Притајено зло: Апокалипса (2004) Притајено зло: Истребљење (2007) Притајено зло: Живот после смрти (2010), Притајено зло: Освета (2012) и Притајено зло: Коначно поглавље  (2017).
Поред своје манекенске и глумачке каријере, Мила Јововић је 1994. године објавила и албум Божанствена комедија.

## Биографија

### Младост
Мила Јововић је рођена у Кијеву, Украјина (у то време део Совјетског Савеза). Отац јој је српски доктор Богдан Јововић, а мајка руска глумица Галина Логинова Јововић (рус. Галина Логинова Йовович). Породица се преселила у Лондон, а 1981. у Сакраменто у Калифорнији када је Милица имала пет година. Седам месеци касније настанили су се у Лос Анђелесу.
Њена породица је пореклом из Црне Горе, а имају имовину у Метохији у Злопеку близу Пећи. Њен прадеда Богић Цамић Јововић био је барјактар из племена Васојевића и гардијски официр (перјаник) краља Николе I Петровића; име његове жене било је Милица, по којој је Мила добила име. Њен деда Богдан Јововић био је командант војног подручја Приштина, а касније је био војни финансијски инспектор у војним подручјима Скопље и Сарајево, где је открио велику проневеру злата. Кажњен је јер је одбио да оптужи свог пријатеља за тај злочин. Касније, комунистичка влада Југославије га је утамничила на Голи оток. Бојећи се да ће поново бити ухапшен, побегао је у Албанију а касније је прешао у Совјетски Савез, у Кијев. Друга верзија приче је да је заправо он узео злато. Милин отац, Богдан Јововић, се касније придружио њеном деди у Кијеву, где су он и сестра дипломирали медицину.

### Каријера
Већ са 11 године запазио је фотограф Ричард Аведон који ју је представио у Ревлоновим рекламама „Најнезаборавније жене света“. У октобру 1987. представљена је на насловној страни италијанској магазина Lei што је била прва од многих насловних страна на којима се појављивала. Наставила је каријеру фото-модела, а објавила је и музички ЦД албум пре него што се појавила у првом филму -Раскршће два месеца}- 1988. Њено појављивање у филму Повратак у Плаву лагуну 1991. изазвало је неизбежно поређење с другим дететом моделом које је постало глумица, Брук Шилдс (која је глумила у првој Плавој лагуни једанаест година раније). У већини својих раних филмова глумила је споредне улоге.
До касних деведесетих добијала све више хонораре и ушла у свет акционих јунакиња глумећи у Петом елементу и у два популарна филма заснована на серији хорор видео игара Притајено зло (најављено је њено учешће у још два филма из те серије у 2006. и 2007. години).
У 1994. години, Јововићева је, под именом Мила, објавила први музички албум „Божанствена комедија“ (Divine Comedy), који је критика добро прихватила. Албум је садржао многе оригиналне песме, а њена музика упоређивана је са Тори Ејмос и Кејт Буш. Иако је више пажње поклањала својој филмској каријери, њен глас се појавио и на албуму Legion of Boom 2004. који је издала група The Crystal Method.

## Приватни живот
Мила Јововић се удала за глумца Шона Ендруза октобра 1992. године за време снимања филма „Ошамућени и збуњени“; тај брак је поништен месец дана касније. Касније, 1997. године, удала се за режисера „Петог елемента“ Лука Бесона. Развели су се 1999. године, после чега се кратко забављала са гитаристом Ред Хот Чили Пеперс, Џоном Фрушантеом.
Мила Јововић говори више језика: енглески, француски и руски. Један од омиљених писаца јој је Габријел Гарсија Маркес.

## Филмографија
| Улоге Миле Јововић |                                     |               |                          |            |
| Година             | Српски назив                        | Изворни назив | Улога                    | Напомена   |
| 1988.              | Ноћни воз за Катманду               |               | Лили Меклауд             |            |
| 1988.              | Раскршће два месеца                 |               | Саманта Делонгпре        |            |
| 1991.              | Повратак у Плаву лагуну             |               | Лили Харгрејв            |            |
| 1992.              | Чаплин                              |               | Милдред Харис            |            |
| 1992.              | Лисице                              |               | Маја Карлтон             |            |
| 1993.              | Ошамућени и збуњени                 |               | Мишел Буроз              |            |
| 1997.              | Пети елемент                        |               | Лилу                     |            |
| 1998.              | Добио је игру                       |               | Дакота Бернс             |            |
| 1999.              | Гласник: Прича Јованке Орлеанке     |               | Јованка Орлеанка         |            |
| 2000.              | Хотел од милион долара              |               | Елоиз                    |            |
| 2000.              | Заклетва                            |               | Луција                   |            |
| 2001.              | Зулендер                            |               | Катинка Ингабоговинанана |            |
| 2002.              | Блесан                              |               | Фангора „Фани“ Геркел    |            |
| 2002.              | Притајено зло                       |               | Алис                     |            |
| 2002.              | Без доброг алибија                  |               | Ерин                     |            |
| 2002.              | Састанак на слепо (Ти глупи човече) |               | Надин                    |            |
| 2004.              | Притајено зло: Апокалипса           |               | Алис                     |            |
| 2005.              | Гор Видалов Калигула (кратак филм)  |               | Друсила                  |            |
| 2006.              | .45                                 |               | Кет                      |            |
| 2006.              | Ултравајолет                        |               | Вајолет Сонг Џатшериф    |            |
| 2007.              | Притајено зло: Истребљење           |               | Алис                     |            |
| 2008.              | Снимање у Палерму                   |               | Мила Јововић (саму себе) |            |
| 2009.              | Савршено бекство                    |               | Сидни Андерсон           |            |
| 2009.              | Сусрети четврте врсте               |               | Др. Ебигејл „Еби“ Тајлер |            |
| 2010.              | Притајено зло: Живот после смрти    |               | Алис                     |            |
| 2010.              | Прљава девојка                      |               | Су-Ен                    |            |
| 2010.              | Троугао обмане (Стена)              |               | Луцета Крисон            |            |
| 2011.              | Три мускетара                       |               | Госпа де Винтер          |            |
| 2011.              | Шаљивџија                           |               | Нађа                     | руски филм |
| 2011.              | Одгајање Бобија                     |               | Олива                    |            |
| 2011.              | Лица у гомили                       |               | Ана Марчент              |            |
| 2012.              | Притајено зло: Освета               |               | Алис                     |            |
| 2014.              | Cymbeline                           |               | Краљица                  |            |
| 2015.              | Преживели                           |               | Кејт Абот                |            |
| 2016.              | Зулендер 2                          |               | Катинка Ингабоговинанана |            |
| 2017.              | Притајено зло: Коначно поглавље     |               | Алис                     |            |
| 2017.              | Изненадни напад                     |               | Влатка Ландеј            |            |
| 2018.              | Будући свет                         |               | Драг Лорд                |            |
| 2019.              | Paradise Hills                      |               | Војвоткиња               |            |
| 2019.              | Хелбој                              |               | Нима крвава краљица      |            |
| 2020.              | Ловац на чудовишта                  |               | Артемис                  |            |
| -                  | -                                   |               | Брус                     |            |

## Дискографија
- (Божанствена комедија) албум - објављен априла 1994. (сингл: „Gentleman Who Fell“)
- – неауторизовано издање из 1998.

### Компилације
- - (Хотел од милион долара) -
- Hollywood Goes Wild benefit compilation - „On the Hill“ by her band, Plastic Has Memory
- - „Rocket Collecting“